# Berkeley Q-Serie
Der Berkeley QB95 ist der Prototyp eines Mini-Sportwagens, den der britische Hersteller Berkeley Cars 1959 als Ergänzung zum B95 herstellte. Neben dem QB95 gab es noch die stärkere Version Berkeley QB105 als Ergänzung zum B105.
Im Oktober 1959 wurden die beiden Serien angekündigt. Sie sollten die längeren und breiteren Karosserien des B90 Foursome in Kombination mit dem neuen Viertaktmotoren von Royal Enfield bekommen. Der Radstand stieg von 1778 mm auf 1981 mm, die Spurweite von 1067 mm auf 1168 mm. Die Q-Serie waren als Viersitzer geplant, wobei der QB den zusätzlichen Platz nicht für eine Rücksitzbank, sondern für einen größeren Gepäckraum nutzte.
Offiziell wurden zwei Prototypen im Magazin „Autocar“ vom Oktober 1959 erwähnt. Offenbar baute man einen roten QB95 mit Stoffdach und einen blauen QB105 mit schwarzem Hardtop. Keines der beiden Fahrzeuge hat bis heute überlebt.